# Videojoc de simulació econòmica

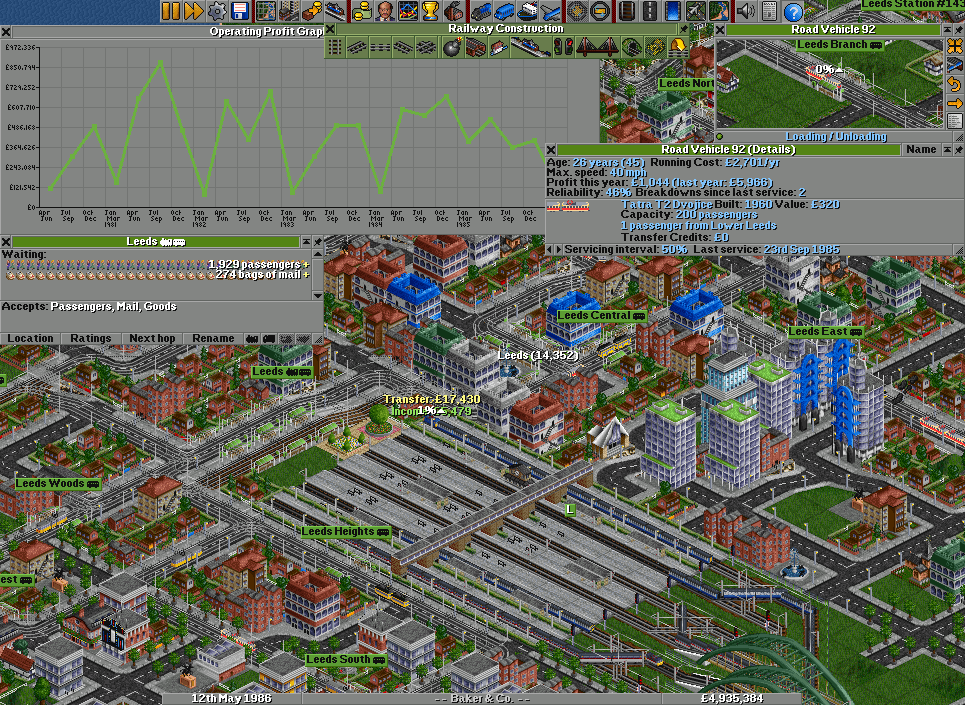
Captura de pantalla del joc OpenTTD

Els videojocs de simulació econòmica són jocs que simulen una economia real, històrica o imaginària i el jugador s'ha de fer càrrec de la seva gestió. Molts jocs Tycoon (Railroad Tycoon, Roller Coaster Tycooon, Zoo Tycoon, etc.) formen part d'aquest gènere.
En els videojocs de simulació econòmica, el jugador rarament interacciona directament amb les unitats del joc (siguin ciutadans, subjectes, vehicles...), sinó que han de manipular aspectes més generals, que finalment provoquen una reacció a les unitats. En aquest aspecte són similars als jocs de ser déu.
El millor exemple del gènere seria Capitalism, on el jugador ha de construir un imperi industrial i financer. Un altre bon exemple seria Transport Tycoon (o la seva versió posterior lliure: OpenTTD), en el qual l'usuari ha de crear un imperi de transports. Els videojocs de construcció de ciutats són similars, però se'ls acostuma a classificar com a gènere a part.